# Javi Álamo
Javier Álamo Cruz (Gáldar, Gran Canaria, Canarias, España, 18 de agosto de 1988), más conocido como Javi Álamo, es un exfutbolista español. Jugaba en la posición de extremo y es recordado principalmente por su paso por el  Real Zaragoza. Actualmente ejerce como segundo entrenador del C. D. Cuarte de la Tercera Federación de España.

## Trayectoria
Javi Álamo se formó como futbolista en los filiales de la Unión Deportiva Gáldar, destacando de tal manera que llegó a debutar en el primer equipo, en aquel entonces en Tercera División. Siendo aún juvenil pasó a la disciplina del Universidad, completando dos temporadas en el club grancanario.
Al terminar la fase regular de la temporada 2008-09 de Segunda B fichó por la Cultural Leonesa como refuerzo de cara al play-off de ascenso a Segunda. Después de ese breve paso por la Cultural ficha por el filial del R. C. D. Mallorca, recién ascendido a Segunda B. Tras un año con escasa presencia, es cedido al Real Unión de Irún donde vuelve a coincidir con Álvaro Cervera como entrenador.
En la temporada 2011-12 llega al Recreativo de Huelva de la mano de Cervera, debutando en Segunda División. Terminó la temporada siendo un habitual de las alineaciones, con 36 partidos y 6 goles, siendo, además, nominado por la LFP a jugador revelación de la temporada de la Segunda División.
Tras una temporada en "el Decano" el 29 de julio fue traspasado al Real Zaragoza, firmando con el equipo maño por cuatro temporadas. En la temporada 2013-14 debuta en Primera, pero ese año se consuma el descenso del Real Zaragoza. Tras dos temporadas más en Segunda, en el verano de 2015 pasa al Girona F. C., cedido por un año.
En agosto de 2016 dejó el Girona para volver a la Primera División de España, fichando por el Osasuna. En enero de 2017 rescindió su contrato con Osasuna y ficha por el U. D. Almería por lo que quedaba de temporada y una más.
En julio de 2018 quedó sin equipo hasta enero de 2019, cuando se incorporó al Extremadura U. D. Tras media temporada en el conjunto extremeño, para la temporada 2019-20 fichó por la Unión Deportiva Logroñés. En enero de 2020 abandonó el equipo riojano para fichar por el Barakaldo C. F.
En agosto de 2020 regresó al fútbol aragonés firmando un contrato de dos años con la S. D. Ejea. Al finalizar su contrato fichó por un año con el C. D. Brea también en Segunda Federación. En febrero de 2023 dejó el club aragonés y se incorporó al cuerpo técnico del C. D. Cuarte como ayudante de José Luis Rodríguez Loreto.

## Clubes
| Club                       | País   | Año       |
| -------------------------- | ------ | --------- |
| Universidad Las Palmas "B" | España | 2007-2008 |
| Universidad Las Palmas     | España | 2008-2009 |
| Cultural Leonesa           | España | 2009      |
| R. C. D. Mallorca "B"      | España | 2009-2010 |
| Real Unión                 | España | 2010-2011 |
| Recreativo de Huelva       | España | 2011-2012 |
| Real Zaragoza              | España | 2012-2015 |
| Girona F. C.               | España | 2015-2016 |
| C. A. Osasuna              | España | 2016-2017 |
| U. D. Almería              | España | 2017-2018 |
| Extremadura U. D.          | España | 2019      |
| U. D. Logroñés             | España | 2019-2020 |
| Barakaldo C. F.            | España | 2020      |
| S. D. Ejea                 | España | 2020-2022 |
| C. D. Brea                 | España | 2022-2023 |